# مرگ یوگسلاوی
مرگ یوگسلاوی (که با نام یوگسلاوی: مرگ یک ملت در ایالات متحده پخش شد) یک مجموعهٔ مستند تولید بی‌بی‌سی است که برای نخستین بار در سال ۱۹۹۵ پخش شد و همچنین عنوان کتابی از بی‌بی‌سی است که در راستای این مجموعه منتشر شد. این کتاب، فروپاشی یوگسلاوی، جنگ‌های یوگسلاو و امضای پیمان‌های صلح نهایی را پوشش می‌دهد. این مجموعه، از ترکیبی از فیلم‌های آرشیوشده و مصاحبه‌هایی با اکثر افراد بلندپایهٔ اصلی مرتبط با درگیری‌های یوگسلاوی، از جمله اسلوبودان میلوشویچ، رادوان کاراجیچ، فرانیو توجمان و علی عزت بیگویچ، و همچنین اعضای جامعهٔ سیاسی بین‌المللی، استفاده می‌کند.
این سریال در سال ۱۹۹۶ جایزه بفتا را برای بهترین سریال بر پایهٔ واقعیت‌های تاریخی دریافت کرد و همچنین برنده جایزه پیبادی در سال ۱۹۹۵ شد. مصاحبه‌های این سریال توسط دادگاه بین‌المللی کیفری یوگسلاوی سابق در محاکمهٔ مرتکبین جنایات جنگی نیز استفاده شده‌است.
تمام مقالات مربوط به این مجموعهٔ مستند، از جمله متن کامل مصاحبه‌ها، در مرکز آرشیو نظامی لیدل هارت در دانشگاه کینگز لندن موجود است.

## ویرایش‌ها
این سریال بعداً ویرایش و در سه قسمت منتشر شد:
1. «میلوشویچ وارد می‌شود»
2. «کروات‌ها پاسخ می‌دهند»
3. «مبارزه برای بوسنی»

این مجموعه در یک ویرایش دیگر به‌صورت یک مستند تک‌قسمتی طولانی پخش شد.